# Phaedranassa lehmannii
Phaedranassa lehmannii là một loài thực vật có hoa trong họ Amaryllidaceae. Loài này được Regel miêu tả khoa học đầu tiên năm 1883.